# 陽性適中率
陽性適中率（ようせいてきちゅうりつ、英: Positive Predictive Value, PPV, PV+）とは、臨床検査における事後確率の1つで、ある検査において「陽性と判定された場合に、真の陽性である確率」として定義される値である。

## 同義語
陽性適中率，陽性適中度，陽性的中率，陽性的中度，陽性反応適中率，陽性反応適中度，陽性反応的中率，陽性反応的中度，
陽性予測率，陽性予測度，陽性予測値，有徴正診率

## 概要
「陽性適中率が高い」とは、「検査結果が陽性と判定された場合に、真の陽性（有病者）である確率が高い」という意味である。
対となる表現に、陰性適中率があり、ある検査において「陰性と判定された場合に、真の陰性である確率」である。
有病者である事前確率が有病率であるのに対して、陽性適中率は検査結果が陽性という判定を得られた場合における条件付き確率であり、事後確率である。
陽性適中率PPVは、感度Seと特異度Spだけでなく、有病率aの影響も受ける。
{\displaystyle \mathrm {PPV} ={\cfrac {\mathrm {Se} \times a}{\mathrm {Se} \times a+(1-\mathrm {Sp} )(1-a)}}={\cfrac {1}{1+{\cfrac {(1-\mathrm {Sp} )(1-a)}{\mathrm {Se} \times a}}}}={\cfrac {1}{1+{\cfrac {1}{\cfrac {\mathrm {Se} \times a}{(1-\mathrm {Sp} )(1-a)}}}}}={\cfrac {1}{1+{\cfrac {1}{\mathrm {Odds} }}}}}
{\displaystyle \mathrm {PPV} ={\cfrac {\mathrm {Se} \times a}{\mathrm {Se} \times a+(1-\mathrm {Sp} )(1-a)}}={\cfrac {\cfrac {\mathrm {Se} \times a}{(1-\mathrm {Sp} )(1-a)}}{{\cfrac {\mathrm {Se} \times a}{(1-\mathrm {Sp} )(1-a)}}+1}}={\cfrac {\mathrm {Odds} }{\mathrm {Odds} +1}}}
{\displaystyle {\cfrac {\mathrm {PPV} }{1-\mathrm {PPV} }}={\cfrac {\mathrm {Se} }{1-\mathrm {Sp} }}\times {\cfrac {a}{1-a}}=\mathrm {Odds} }
つまり、事後確率である陽性適中率PPVのオッズ（＝事後オッズ）は、事前確率である有病率aのオッズ（＝事前オッズ）と、陽性尤度比（＝感度と(1－特異度)の比）の積となる。
一般的には、特異度が高いと陽性適中率が高くなり、確定診断に有用である。

## 参考
感度，特異度，陽性適中率，陰性適中率については、以下の表を参考にされたい。
|           |      | 真の状態 (生検などの詳細検査の結果で決定) |                                  |                                      |
| 陽性      | 陰性 |                                           |                                  |                                      |
| 検査 結果 | 陽性 | 真陽性                                    | 偽陽性 (第1種の過誤)             | 陽性適中率 = 真陽性の数 検査陽性の数 |
| 検査 結果 | 陰性 | 偽陰性 (第2種の過誤)                      | 真陰性                           | 陰性適中率 = 真陰性の数 検査陰性の数 |
|           |      | 感度 = 真陽性の数真陽性+偽陰性            | 特異度 = 真陰性の数偽陽性+真陰性 |                                      |